# Lu Zhonglian
Lu Zhonglian (chinesisch 魯仲連 / 鲁仲连, Pinyin Lǔ Zhònglián) war ein chinesischer Philosoph aus der Zeit der Streitenden Reiche. Er war Mitglied der Jixia-Akademie (chinesisch 稷下學宮, Pinyin Jìxià xúegōng) im alten Staat Qi, dem geistigen Zentrum der damaligen chinesischen Welt.
| Personendaten    | Personendaten                                                                       |
| ---------------- | ----------------------------------------------------------------------------------- |
| NAME             | Lu Zhonglian                                                                        |
| ALTERNATIVNAMEN  | 魯仲連 (traditionelles Chinesisch); 鲁仲连 (vereinfachtes Chinesisch); Lǔ Zhònglián |
| KURZBESCHREIBUNG | chinesischer Philosoph                                                              |
| GEBURTSDATUM     | zwischen 5. Jahrhundert v. Chr. und 3. Jahrhundert v. Chr.                          |
| STERBEDATUM      | zwischen 5. Jahrhundert v. Chr. und 3. Jahrhundert v. Chr.                          |